# Archivo de Simón Ruiz

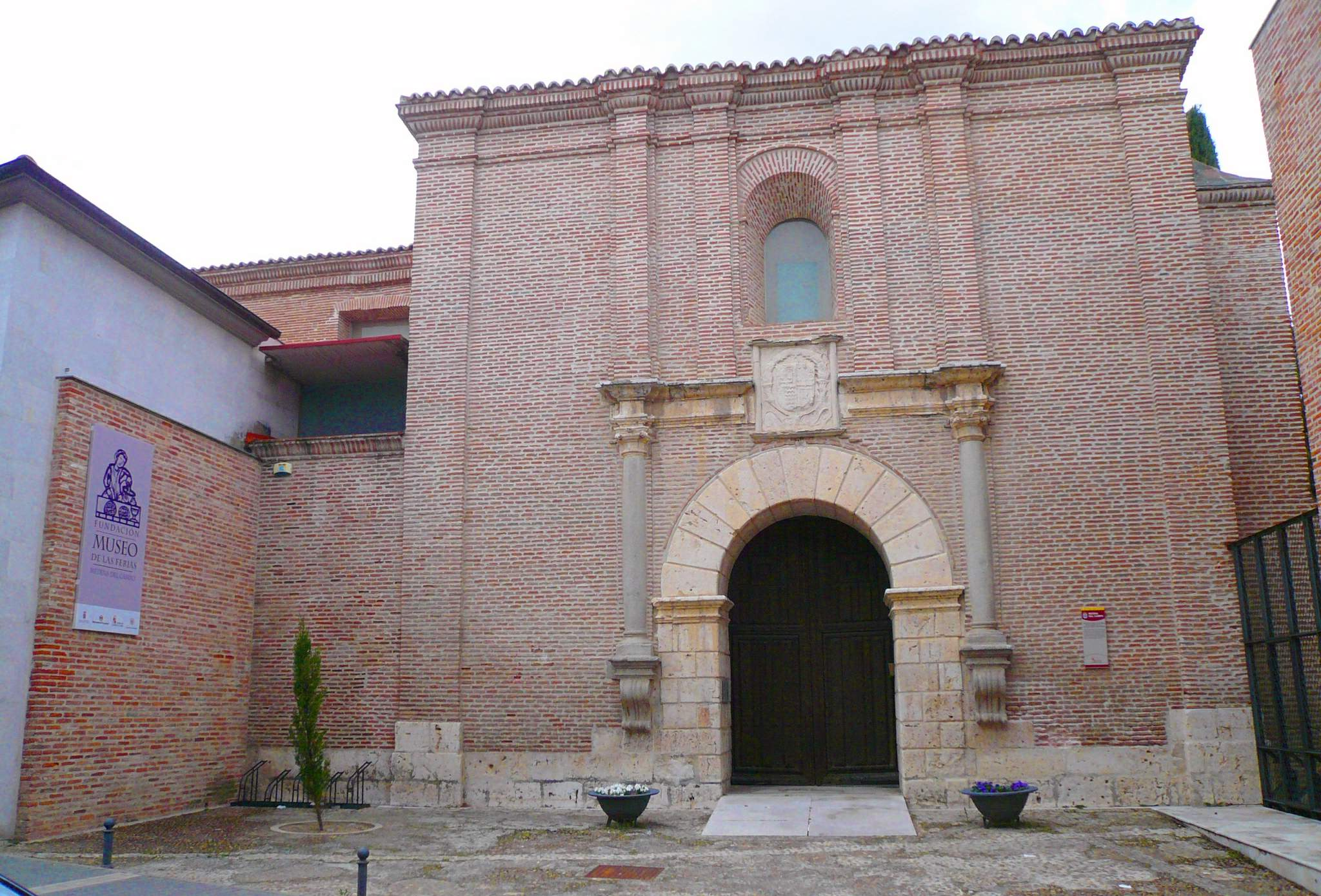
Museo de las Ferias en Medina del Campo, sede del archivo.

El Archivo Documental Simón Ruiz es un conjunto documental de la España del siglo XVI, único en su género y uno de los tres más importantes de Europa, clave para entender las particularidades del comercio, la banca y las actividades de cambio en la Europa de la segunda mitad del siglo XVI. En la actualidad el archivo se encuentra ubicado en el Museo de las Ferias de Medina del Campo (Valladolid) y es gestionado por la Fundación Museo de las Ferias. Tiene su origen en las actividades del comerciante y banquero castellano Simón Ruiz.

## Historia
Simón Ruiz (Belorado, 1525-Medina del Campo, 1597) fue un mercader de paños y comerciante al por mayor con géneros de importación, llega a Medina del Campo a mediados del siglo XVI, donde se establece, convirtiéndose en una figura de gran prestigio, hombre de éxito y considerable fortuna.
Las grandes ferias de Medina del Campo le permiten entrar en contacto con agentes de importantes empresas procedentes de los grandes centros económicos de Europa. En un primer momento, sus primeros negocios, basados en el comercio de lienzos de Nantes y mercancías de Bretaña y Aragón, tienen lugar en las ferias más importantes de Castilla, lo que le permite iniciar una segunda etapa en su trayectoria profesional orientada a las finanzas y el comercio del dinero; es cuando el mercader, sin dejar de serlo, ejerce también como hombre de negocios interesado en el cambio de diferentes monedas y otras actividades de carácter dinerario, muchas de ellas relacionadas con préstamos a la Corona.
Su imperio económico no encontrará sucesor directo ya que, a pesar de casarse dos veces, no logra tener descendencia. En los cinco últimos años de su vida Simón Ruiz se consagra por entero a la construcción de un hospital, su gran obra de mecenazgo. Del legado de Simón Ruiz, pervive el llamado Hospital General de Simón Ruiz y su gran archivo documental.
El archivo personal de Simón Ruiz, el de su casa de comercio y el del Hospital General, constituyen un conjunto documental único en su género en España, ya que es el único que se conserva perteneciente a un importante hombre de negocios español del siglo XVI.
Por su riqueza y contenido, tan solo puede ser comparado con el del italiano Francesco di Marco Datini, conservado en Prato, ciudad cercana a Florencia, o con el de la familia Fugger, conservado en Dillingen an der Donau, muy cerca de Augsburgo. Los primeros documentos económicos de Simón Ruiz se conservaron en el propio edificio del Hospital General y se vieron muy acrecentados con el traslado ordenado por fray Cosme Ruiz del archivo de su padre Cosme –sobrino y primer sucesor de Simón–, cuyos negocios le habían obligado a establecerse en Madrid. Así las cosas, y gracias a la confluencia de contar con un sólido edificio donde guardar los documentos sin problemas de espacio, y a la existencia de una institución permanente que lo atendiera, entre 1632 y 1947 la totalidad de esta masa documental se conservó sin problemas en el hospital. En este último año, a instancias del entonces Ministerio de Educación Nacional, las cajas y legajos fueron trasladados al Archivo Histórico Provincial y Universitario de Valladolid, donde fueron inventariados y custodiados en las siguientes décadas hasta nuestros días.
En el año 2013, el Patronato de la Fundación Simón Ruiz acordó depositar en la sede de la Fundación Museo de las Ferias el patrimonio histórico artístico y documental de su propiedad aún disperso, para que de este modo –junto con el que se halla en el propio Hospital de Simón Ruiz–, previa digitalización de toda la documentación, se reuniera para su definitiva conservación y gestión en un solo espacio debidamente custodiado y gestionado por profesionales especializados.
El Archivo de Simón Ruiz es gestionado por la Fundación Museo de las Ferias según Convenio de Colaboración firmado el 12 de junio de 2015 con su Institución titular, la Fundación Simón Ruiz, fundación asistencial para personas discapacitadas, creada en 1591.
Fue declarado bien de interés cultural con la categoría de bien mueble por la Junta de Castilla y León el 28 de diciembre de 2017, con el objetivo de «proporcionar la máxima protección a este relevante patrimonio documental, impidiendo la disgregación total o parcial de este singular archivo».

## Descripción
Earl J. Hamilton, en su libro American Treasure and the Price Revolution in Spain (1934), fue el primero en llamar la atención sobre este importante legado, posteriormente estudiado por otros grandes historiadores de la economía como Henri Lapeyre, Ramón Carande, José Gentil da Silva, Valentín Vázquez de Prada, Felipe Ruiz Martín, Manuel Basas Fernández o Bartolomé Bennassar. Todos ellos y otros muchos en época más reciente, lo han estudiado de forma general o monográfica aportando conclusiones para la historia económica española.
Las cifras hablan por sí mismas respecto a la cantidad y calidad de este conjunto documental, cuyo contenido ha sido clave para entender las particularidades del comercio, la banca y los cambios en la Europa de la segunda mitad del siglo XVI.
La correspondencia con ciudades españolas, francesas, portuguesas, italianas, flamencas y del nuevo continente, que comprende tanto las cartas recibidas, como copias de las expedidas, supera los 56000 ejemplares circulados entre los años 1556 y 1624. De ellas, 23 366 contienen marcas postales prefilatélicas y, por su volumen, destaca el correo con las ciudades de Burgos (más de 4000 cartas), Lisboa (también más de 4000), Bilbao (cerca de 3200), Sevilla y América (más de 2600), Amberes (alrededor de 3000), Lyon (sobre 2000), Florencia (más de 1300), Roma (cerca de 1200), Nantes (1100), Génova (648), Rouen (más de 600), Piacenza (432), Milán (más de 100), Malta (más de 100), Venecia (cerca de 100), etc.
El número de letras de cambio conservadas es asimismo excepcional: más de 21 000 letras originales se conservan entre los años 1553 y 1606, emitidas desde 45 plazas financieras europeas; de ellas, cabe destacar por su cuantía (junto con las de Medina del Campo) las de Amberes, Lyon, Lisboa, Piacenza, Florencia, Roma y Rouen.
Se conservan asimismo 169 libros de cuentas, entre los que cabe destacar los libros Mayores Generales y los libros Mayores de Ferias, con sus correspondientes abecedarios; los Libros Diarios (o «Manuales») de ambos géneros, los Cuadernos de Ferias o los Borradores, entre otros. Salvo excepciones, se conservan guarnecidos con encuadernaciones de cartera en pergamino.
Este archivo alberga, además millares de documentos de carácter mercantil, como cartas de pago, de poder, obligaciones, pólizas de seguros, cargazones de embarque, billetes de aduanas, testimonios de naufragios; balances, pagarés, facturas, resguardos, recibos, «listini» de cotizaciones de moneda, etc.
En cuanto a la documentación personal de Simón Ruiz y del Hospital por él fundado, se conservan dos centenares de cajas de información y una veintena de pergaminos, en los que se recogen los entresijos de la institución asistencial desde su creación hasta nuestros días: libros becerro, libros de acuerdos de la Junta de Patronos, inventarios de bienes, censos y otras propiedades del hospital en sus diferentes épocas; libros de entradas y salidas de enfermos, de las cuentas del hospital y del mayorazgo fundado por Simón Ruiz, escrituras de donaciones y cesiones, y un sinfín de cuadernos y papeles sobre asuntos del más variado repertorio. De carácter más personal, se conservan con ellos los testamentos de los miembros de la familia fundadora y sus descendientes, cartas autógrafas, cuentas de asuntos particulares de su casa, inventarios con sus pertenencias y hasta el árbol genealógico del linaje. Formando parte de este conjunto documental se conserva también el archivo procedente del hospital del Obispo Fray Lope de Barrientos, agregado al Hospital General en el último tercio del siglo XIX, con importantes documentos comprendidos entre 1454 y 1862, años de fundación y desaparición oficial respectivamente; entre ellos cabe destacar numerosas memorias, inventarios, libros de asiento, de cuentas, de compras y ventas, de donaciones, etc.
Por último, en 2016 se incorporó al archivo la documentación generada en el Hospital de Simón Ruiz desde el año 1938 hasta la década de 1970.
En la actualidad y desde el 1 de diciembre de 2015, el Archivo Documental se ubica en la sede de la Fundación Museo de las Ferias, donde se reunirá toda la colección para su definitiva conservación y gestión.
Con un volumen total de 447 unidades de instalación (cajas) y 2 carpetas, comprende:
- Correspondencia: 266 cajas (con signaturas 1-257)
- Libros de cuentas: 169 libros, conservados en 29 cajas
- Letras de cambio: 12 cajas (más de 21 000 originales)
- Pergaminos: 20 pergaminos contenidos en 2 carpetas de gran formato.
- Documentación del Hospital General y del Hospital de la Piedad: 140 cajas (con signaturas 1-220)